# Grafemühle
Grafemühle ist eine Rotte in der Marktgemeinde Sallingberg im Bezirk Zwettl in Niederösterreich.
Der Ort befindet sich an der Großen Krems an der Straße zwischen Großnondorf und Pfaffenschlag und gehört im Norden zur Katastralgemeinde Großnondorf und im Süden zur Katastralgemeinde Spielleithen. Die Große Krems stellt die Grenze der Katastralgemeinden dar.
Im Ort befindet sich eine Betkapelle, diese wurde am 6. Juli 1930 anstelle einer schon vor dem Ersten Weltkrieg bestehenden Kapelle geweiht.

## Geschichte
Die Siedlung entstand rund um eine Mühle, diese wurde im 18. Jahrhundert Mühlhof und bis Ende des 19. Jahrhunderts Trandlmühle oder Trondlmühle genannt, ab etwa 1900 scheint sie als Grafe- oder Grafmühle auf, nach 1910 wird dies im Rahmen der Volkszählung in Österreich-Ungarn 1910 der offizielle Name. Nach der Einstellung des Mühlbetriebes entwickelte sich eine Ansiedlung von aktuell 7 Häusern rund um die Flussquerung.
Bei der Gründung der Ortsgemeinden in Österreich 1849 wird die Trandlmühle als Teil der Katastralgemeinde Spielleithen der Gemeinde Sallingberg, der nördliche Teil wird als Mühlhof Teil der Gemeinde Großnondorf.
Der Name Grafe geht auf Carl August Grafe, einem Unternehmer aus Roßwein in Sachsen zurück, dieser begründete in den 1830er Jahren eine Holzmühle und führte sie mit viel Erfolg, nach seinem Tod 1859 blieb der Name weiter bestehen.
Laut Adressbuch von Österreich waren im Jahr 1938 in den beiden Ortsteilen Mühlhof ein Gastwirt, eine Mühle, mehrere Sägewerke und ein Landwirt ansässig.

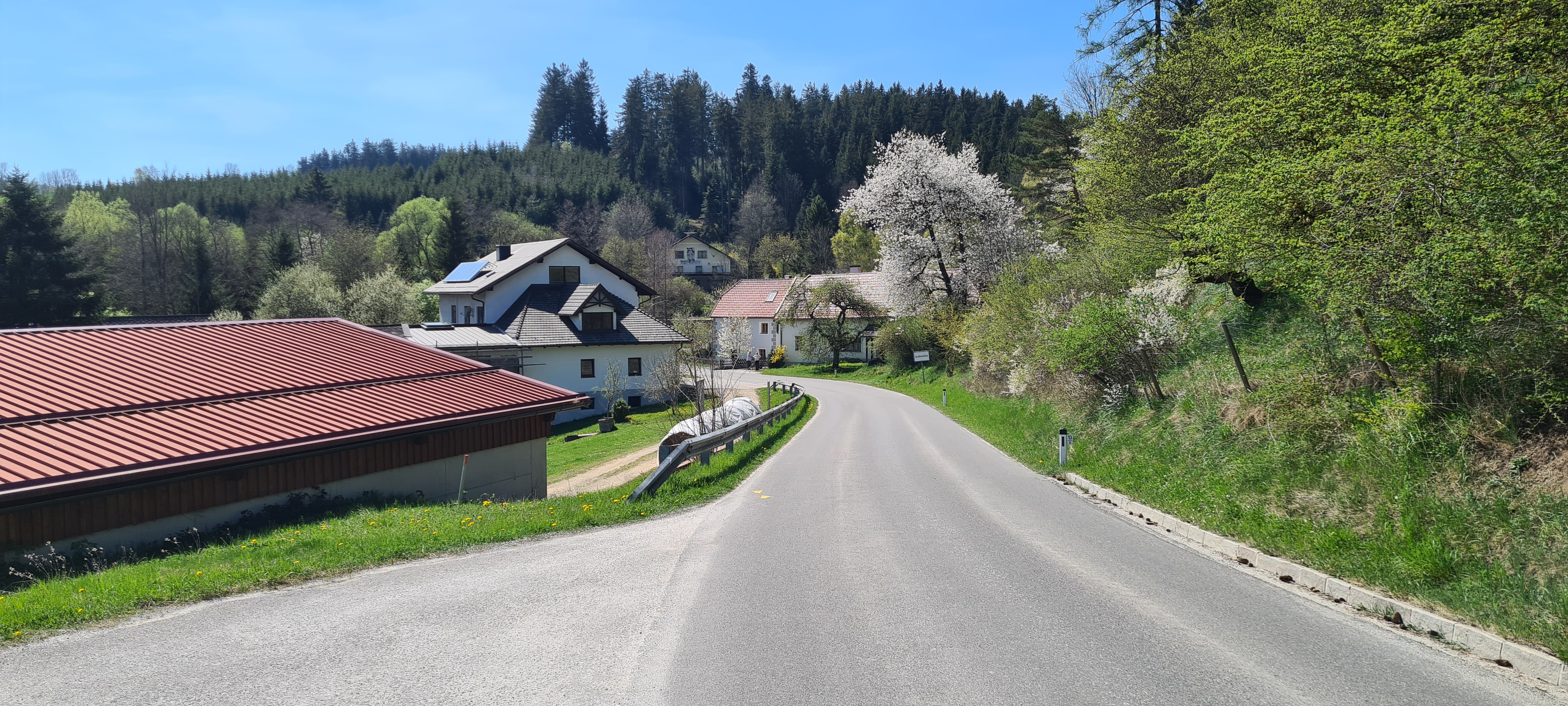
Ortsdurchfahrt